# Кралицький Анатолій
Кралицький Анатолій Федорович (словац. Anatolij Kralický, хресне ім'я Олександр; 12 лютого 1835, Вишні Чабини, тепер Межилабірський округ, Словаччина — 11 лютого 1894, Мукачеве) — український священник-василіянин, літератор-прозаїк, етнограф, історик, фольклорист, журналіст, громадський діяч; один із закарпатських «будителів» другої половини XIX ст.

## Біографія
Народився Анатолій Кралицький в селі Вишні Чабини (нині — в Словаччині) в багатодітній сім'ї священика.
Навчався у монастирських школах та в Ужгородській духовній семінарії. З 1858 року працював учителем, а з 1869 року і до кінця життя — ігуменом Мукачівського Свято-Миколаївського монастиря.
Анатолій Кралицький зібрав велику бібліотеку. Багато книг подарував йому Михайло Драгоманов. Драгоманов надсилав йому етнографічні та фольклорні матеріали і збірки. Серед них були «Малоруські народні пісні» та «Малоруські народні перекази». Кралицький вів листування з Яковом Головацьким та Іваном Франком, що опублікував деякі записи Кралицького у газеті «Життя і слово». Також Кралицький підтримував зв'язок з багатьма діячами науки та культури, серед яких Антон Будилович, Федір Єзбера, Олексій Петров, Корнило Сушкевич, Ізмаїл Срезневський, Михайло Раєвський.
Помер 1894 року в Мукачівському монастирі, на кладовищі при якому похований.

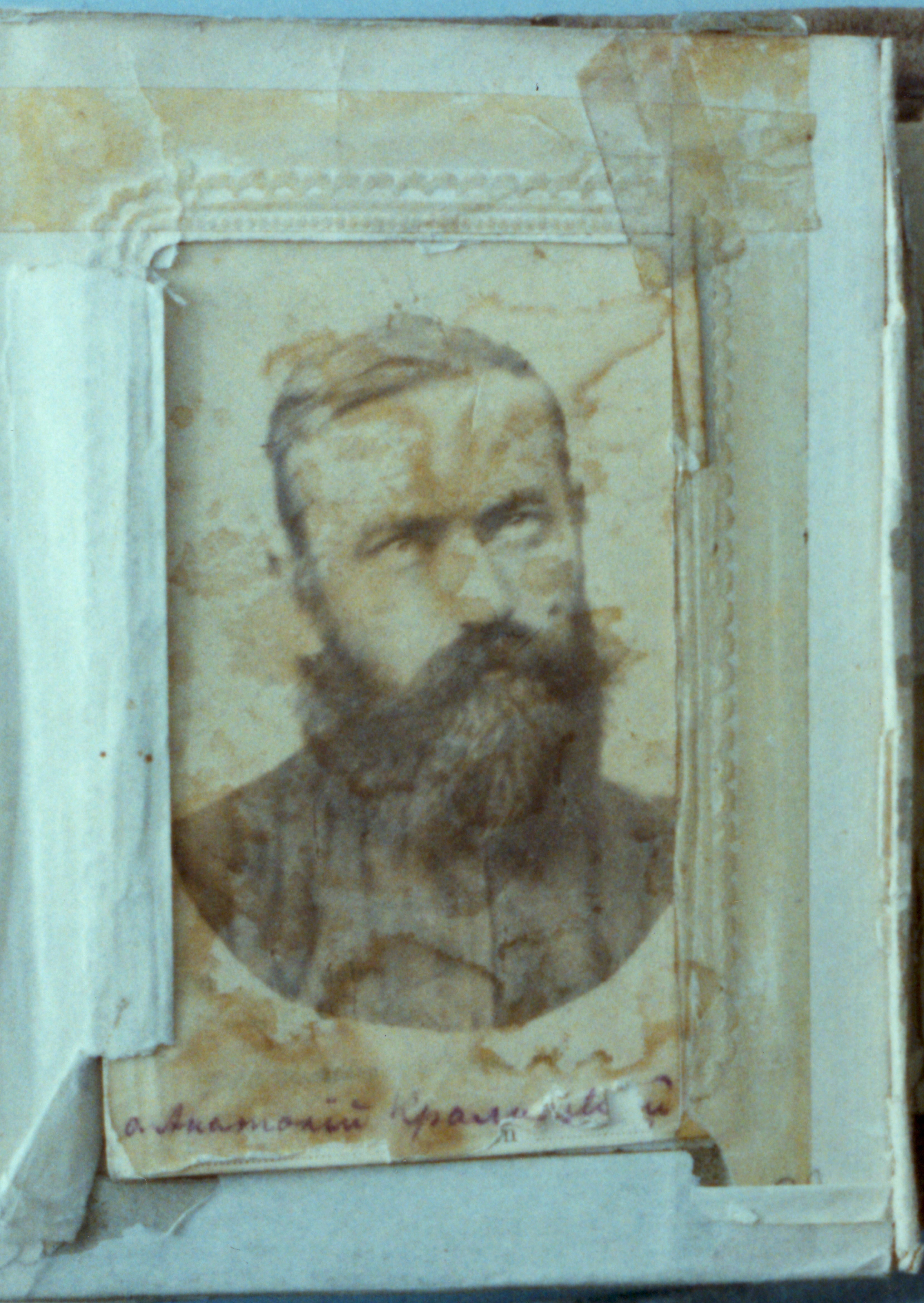
Анатолій Кралицький ‒ фото від нього самого

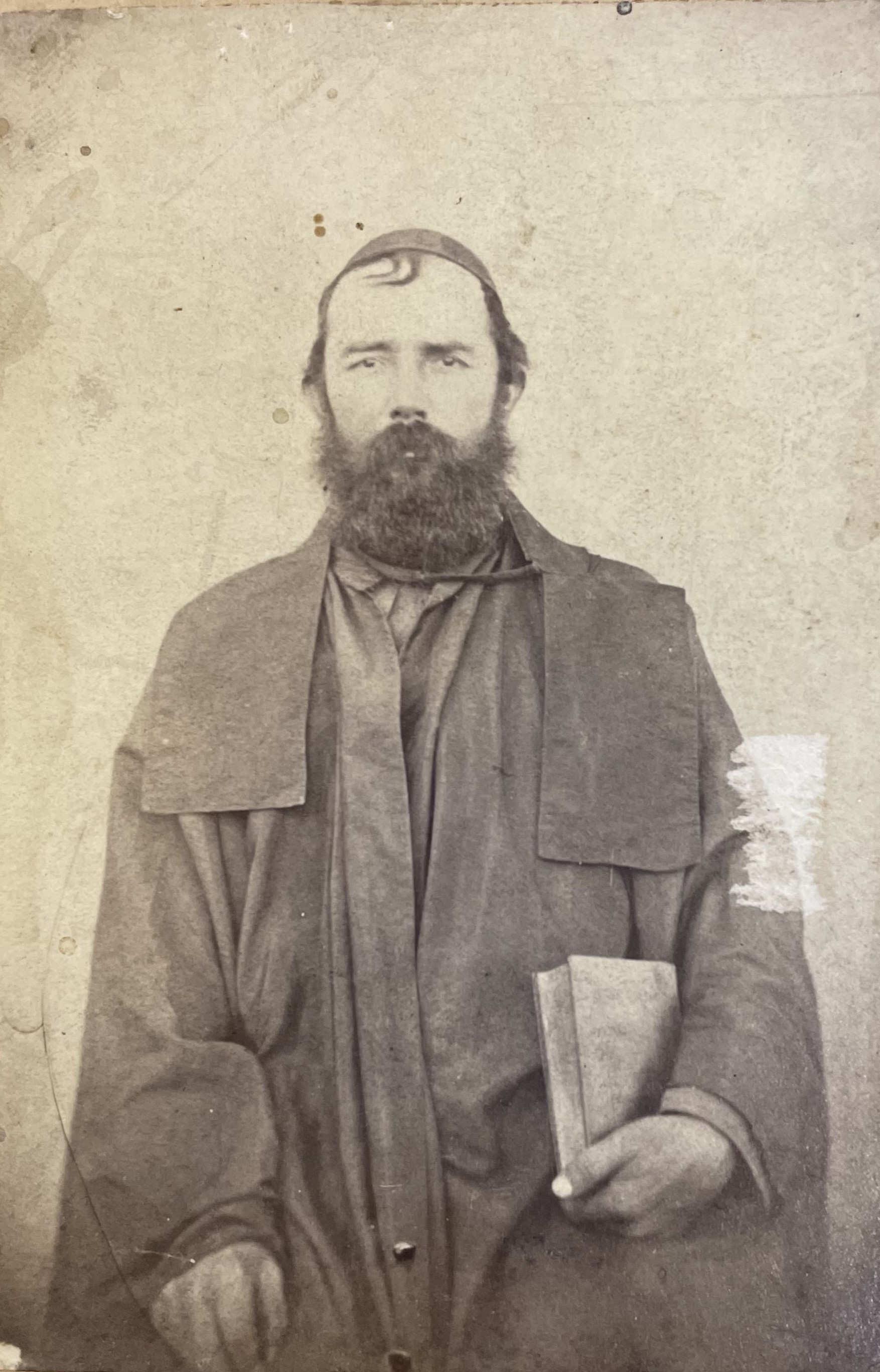
Єромонах Анатолій Кралицький ЧСВВ — мукачівський ігумен 1869-1894 рр.

## Творчість
Анатолій Кралицький друкувався в різних виданнях Будапешта, Відня, Києва, Львова, Москви і Санкт-Петербурга, зокрема на сторінках перших у Закарпатській Україні періодичних видань «Церковная газета» (1856—1858) і «Світ», у галицьких часописах «Слово», «Житє і слово». Співробітничав із тижневиком «Сова».
Бібліографія наукових, публіцистичних і літературних праць Анатолія Кралицького налічує понад 400 позицій. У 1874 році він опублікував уривок з Мукачівського літопису XV ст. (сам літопис не знайдений) та статтю «Північно-Східна Угорщина», в якій дав топографічно-географічний опис усіх закарпатських комітатів з характеристикою міст і сіл, національного складу їхніх мешканців тощо.
Підтримував творчі контакти з багатьма діячами культури та науки, зокрема з А. Будиловичем, Б. Дідицьким, А. Дешком, Ф. Єзберовим, О. Петровим, К. Сушкевичем, І. Срезневським, М. Ф. Раєвським, І. Франком, листувався з Яковом Головацьким та особисто зустрічався і листувався з Михайлом Драгомановим. Ці дослідники надрукували зібрані о. А. Кралицьким фольклорні матеріали: Головацький — у чотиритомній праці «Народные песни Галицкой й Угорской Руси» (1878), Драгоманов — у збірках «Малоруські народні пісні» та «Малоруські народні перекази». Іван Франко — в журналі «Життя і слово».
Заслуговує на увагу серія статей о. А. Кралицького у «Науковому сборнику Галицко-руской матиці» (1866, вип. І—IV). Він же залишив нариси про Олександра Духновича, Арсенія Коцака, Василя Поповича та ін. Автор багатьох оповідань з життя рідного краю, закарпатських лемків.

Автор низки романтичних творів — «Князь Лаборець», «Пугачов», «Наполеон в Москві», «Жизнь на Руси», «Пастир у полонинах», «Не ходи, Грицю, на вечорниці!», біографічного нарису «Михаил Александрович Балудянский» та ін. Особливе місце серед них займає повість «Князь Лаборець» (1863). Літературний образ самого князя Лаборця, його доньки Віри та Українця, використаний о. А. Кралицьким, є яскравим свідченням його позиції щодо єдності закарпатських русинів-українців із русинами-українцями інших українських етнічних земель. З цього ж приводу о. А. Кралицький писав:
«Ми з роду, крові, назви — русини, потомки тих батьків, котрим полюбилося покинути Наддністрянські степи і переселитись з мадярами на сю сторону Карпатів; наші батьки зброєю в союзі з мадярами добилися теперішнього гнізда… Ми потомки тих 40.000 новгородських русинів, котрими безсмертної пам'яті князь наш Феодор Коріятович біля року 1360 заселив Мукачево… Ми сім'я преславної України і незабутнього Запоріжжя».
На основі аналізу історичних джерел А. Кралицький відстоював думку, що закарпатські українці є спадкоємцями Володимирового хрещення Русі-України, а про якесь хрещення їх святими братами Кирилом і Методієм (Мефодієм) підстав говорити немає:
«Предки угро-русів переселилися в Угорщину то з сусідньої Червоної Русі (Галичини), то з Поділля; а оскільки і Червону Русь, і Поділля просвітив св. рівноапостольний князь Володимир, то й просвітителем угро-русів повинен вважатися св. Володимир».

## Видання
Сучасні видання творів Кралицького:
- Хрестоматія закарпатської української літератури XIX ст. — Ч . 2. — Кошиці, 1985.
- Вибрані твори. — Пряшів, 1984.
- Кому мила єсть отчина… — Ужгород, 1998.
- Кралицький Анатолій. «Ми діти преславної України: вибрані етнографічні та історичні праці Анатолія Кралицького» / упорядник і редактор Володимир Мороз. Львів 2023, с. 11-82. 512 с. + 20 іл. ISBN 978-617-763744-7.

## Пам'ять
На честь Анатолія Кралицького в містах Ужгород та Мукачево названо вулиці, а в селі Чабини, де він народився, йому споруджено пам'ятник.
З нагоди 125-ліття відходу до вічності о. Кралицького в Ужгороді стараннями Провінції св. Миколая Василіянського Чину в Україні, Інституту Історії Церкви Українського католицького університету, Інституту Історії Церкви Мукачівської греко-католицької єпархії та Ужгородського національного університету відбувся науковий симпозіум «На службі Богу і рідному народу». Матеріали цього симпозіуму, тобто тексти виголошених доповідей, опубліковано в ужгородському науково-мистецькому часописі «Екзиль».